# Feliks Roliński
Feliks Bronisław Roliński (ur. 12 maja 1873 w Wólce Raciborowskiej k. Kutna, zm. 19 grudnia 1972 w Warszawie) – malarz polski, nauczyciel rysunków w szkołach średnich, profesor Akademii Sztuk Pięknych w Warszawie.

## Życiorys
Był synem Aleksandra Józefa (administratora dóbr ziemskich) i Wiktorii z Zembrzuskich (zm. 1909). Uczęszczał do gimnazjum w Warszawie, po jego ukończeniu wyjechał do Monachium, gdzie kontynuował naukę w Kunstgewerbeschule i od 14 maja 1900 w Akademii Sztuk Pięknych. Uzupełniał studia artystyczne w Dreźnie, we Włoszech i na Węgrzech. Powrócił do Warszawy w 1902 i pracował jako kierownik sali rysunkowej Muzeum Rzemiosł i Sztuki Stosowanej. W latach 1906–1935 był nauczycielem rysunku i kaligrafii w Szkole Realnej Stowarzyszenia Techników Polskich im. Staszica w Warszawie (od 1918 pod nazwą Państwowe Gimnazjum Humanistyczne im. Staszica), 1920–1939 nauczycielem perspektywy malarskiej w Miejskiej Szkole Sztuk Zdobniczych i Malarstwa im. Gersona, 1920–1922 nauczycielem na Państwowych Kursach Pedagogicznych dla nauczycieli rysunku. Uczył również w Szkole Sztuk Pięknych (późniejszej Akademii Sztuk Pięknych) perspektywy odręcznej i dydaktyki plastyki (od 1924) i w Żeńskiej Szkole Architektury im. Noakowskiego (od 1929). Działał w środowisku artystów, był wieloletnim prezesem Powszechnego Stowarzyszenia Nauczycieli Rysunku.
W czasie II wojny światowej uczył w Państwowej Szkole Zawodowej Metalowo-Odlewniczej w Warszawie, uczestniczył również w tajnym nauczaniu. W 1945 podjął pracę w Państwowej Wyższej Szkole Sztuk Plastycznych w Warszawie, która w 1950 została połączona z Akademią Sztuk Pięknych i działała pod nazwą Akademia Sztuk Plastycznych (od 1956 ponownie jako Akademia Sztuk Pięknych). Roliński był w niej profesorem nadzwyczajnym i kierownikiem studium pedagogicznego. Przeszedł na emeryturę w 1961. Opublikował kilka prac z dziedziny pedagogiki plastyki, m.in. Perspektywa odręczna. Teoria i praktyka (1962).
Stosował w swoich pracach zazwyczaj technikę olejną, niekiedy malował akwarelą i temperą. Tematyka jego prac obejmowała pejzaż, martwą naturę, portret. Od 1910 wystawiał swoje prace w Salonach Zachęty (wystawy indywidualne w 1926, 1929, 1931, zbiorowa w 1938) oraz w Instytucie Propagandy Sztuki w Warszawie. Brał udział w wystawie polskich marynistów w Miejskiej Galerii Sztuki w Łodzi (1927).
Po wojnie jego prace prezentowane były m.in. na III Ogólnopolskim Salonie Malarstwa, Rzeźby i Grafiki w Poznaniu (1948), na Ogólnopolskich Wystawach Plastyków w Muzeum Narodowym w Warszawie (1950, 1952, 1954), na wystawie Malarstwo w XV-leciu Polskiej Rzeczypospolitej Ludowej tamże (1961); miał indywidualną wystawę w Galerii Kordegarda na Krakowskim Przedmieściu w Warszawie jesienią 1963.

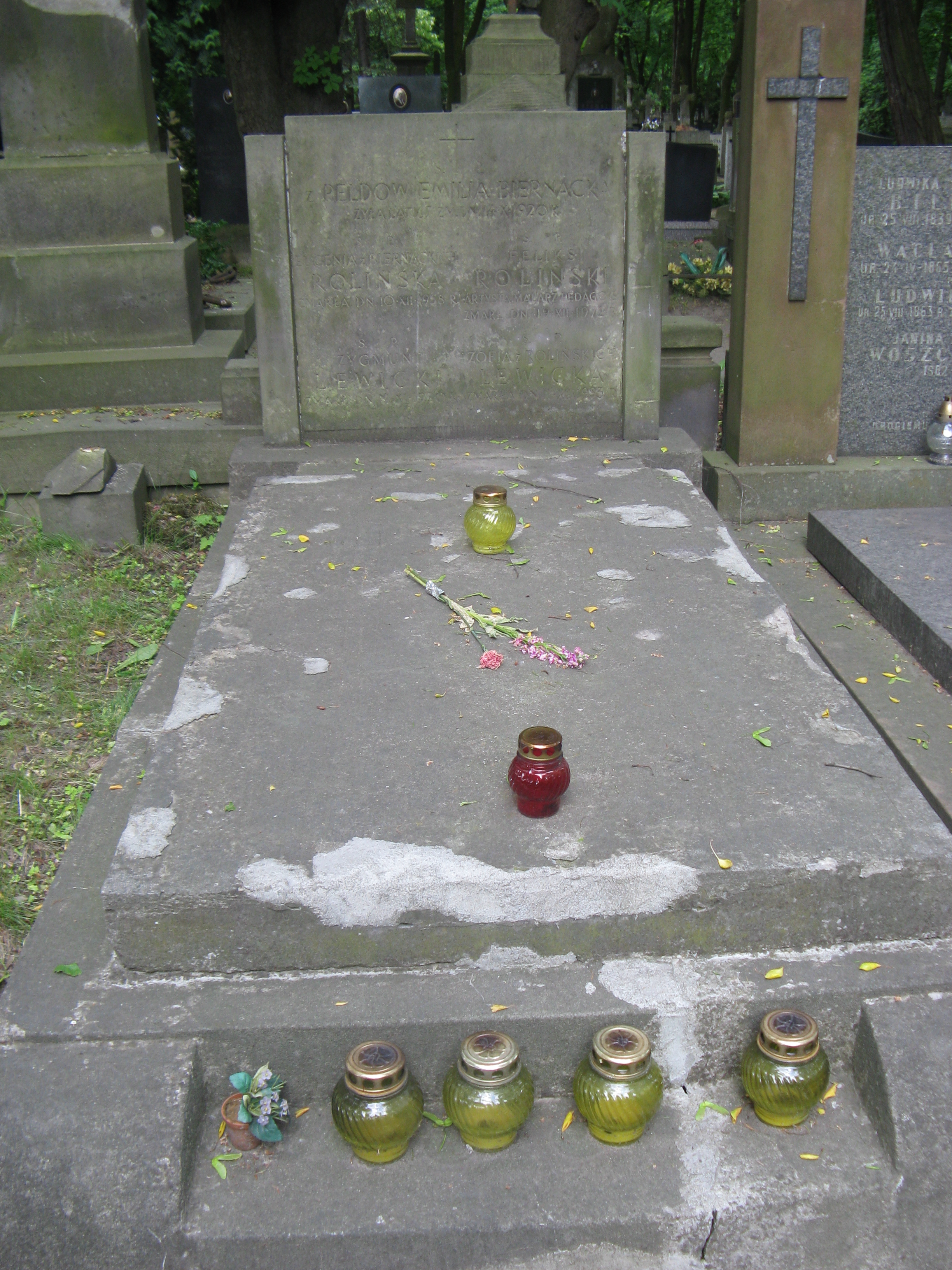
Nagrobek Feliksa Rolińskiego

Do najbardziej znanych obrazów Rolińskiego można zaliczyć:
- Wisła w Kazimierzu
- Budząca się wiosna
- Oleandry
- Kaplica w Królikarni
- Barki w porcie
- Fragment starego portu
- Port w Ustce

Od 1900 był żonaty z Eugenią z Biernackich (zm. 1958), miał syna Włodzimierza (zm. 1939 w czasie działań wojennych) i córkę Zofię po mężu Lewicką (zm. 1995). 
Zmarł w wieku 99 lat, został pochowany na cmentarzu Powązkowskim w Warszawie (kwatera 61-2-9).

## Ordery i odznaczenia
- Krzyż Oficerski Orderu Odrodzenia Polski (11 lipca 1951)[3]
- Złoty Krzyż Zasługi (10 listopada 1938)[4]
- Złoty Krzyż Zasługi (11 lipca 1955)[5]
- Medal 10-lecia Polski Ludowej (19 stycznia 1955)[6]